# نوگوسان-دونگ
نوگوسان-دونگ (به لاتین: Nogosan-dong) یک منطقهٔ مسکونی در کره جنوبی است که در Mapo District واقع شده‌است.